# Jules Molle
Jules Molle dit le docteur Molle, né à Aubenas le 16 février 1868 et mort à Paris le 8 janvier 1931, est un homme politique français antisémite ayant vécu en Algérie française, qui fut député et maire d'Oran.

## Biographie
Après des études de médecine, Jules Molle devient conseiller municipal, puis maire d'Aubenas. Il habite ensuite à Oran, où il se marie.
Chef de service au régiment de marche des tirailleurs marocains pendant la Première Guerre mondiale, il participe à la Bataille de Verdun en 1916.
Le décret Crémieux, promulgué à Tours le 24 octobre 1870, qui donne la citoyenneté française à 37 000 Juifs d'Algérie, porte ce médecin vers l'antisémitisme et il est considéré par ses partisans comme le rénovateur de l'antisémitisme algérien de l'Entre-deux-guerres.

Pour expliquer son comportement antisémite, il affirme qu'il n'admet pas la discrimination entre Juifs et musulmans en Algérie française, qui gardent quant à eux leur statut d'indigènes ; toutefois, son antisémitisme est bien plus profond que cette déclaration ne le laisse supposer. Ne pardonnant pas aux Juifs d'avoir voté contre lui aux élections de 1920, il fonde une « Ligue latine », puis une « Union latine » qui militent pour l'union des « Latins » (Français, Espagnols, Italiens, Maltais) d'Algérie contre les Juifs. Avec ces mouvements, il parvient à obtenir le boycott des commerçants juifs. Aux élections municipales de mai 1925, il est élu avec 2 000 voix de majorité, et devient maire d'Oran. Sa campagne avait été soutenue par le journal antisémite Le Petit Oranais, qu'il dirigeait. Il arbore déjà la croix gammée. La manchette permanente en gros caractères du Petit Oranais, reprend la sentence de Luther :
« 
Il faut mettre le soufre, la poix, et s’il se peut le feu de l’enfer aux synagogues et aux écoles juives, s’emparer de leurs capitaux et les chasser en pleine campagne comme des chiens enragés.  »
Les Unions Latines du docteur Molle connaissent un essor considérable de 1926 à 1932. Durant cette période, elles dominent la vie politique de l'Oranie. Après sa mort, Oran élit encore des députés « anti-juifs » durant les années 1930, notamment, l'abbé Gabriel Lambert. Avec Jacques Ploncard, Henry Coston, et Armand Bernardini, Molle fonde le Parti national populaire en 1930.
Un recueil posthume de ses articles est publié en 1933. Des antisémites français tels que Henry Coston se sont revendiqués de son héritage. Coston qui avait tenté de se faire élire député en Algérie se présentait d'ailleurs comme un continuateur d'Édouard Drumont (lequel avait été également élu député d'Alger au tournant du siècle, à la faveur d'un forte hausse de l'antisémitisme).
Après sa mort à Paris en 1931 lors d'une session de la Chambre des députés, ses articles furent regroupés dans un ouvrage publié en 1933 par Paul Menudier sous le titre Le Néo-antisémitisme. Recueil d'articles originaux (Millau, impr. Artières et Maury).
Un boulevard portait son nom à Oran. Ce boulevard a été rebaptisé en boulevard Stalingrad puis en boulevard Khedim Mustapha après l'indépendance de l'Algérie de 1962.

## Sources
- Henry Coston, Dictionnaire de la politique française, tome I
- Geneviève Dermenjian, La crise anti juive oranaise. L'antisémitisme dans l'Algérie coloniale, l'Harmattan, 1986. ; Gabriel Lambert, in Parcours no 4, 2e trimestre 1985
- Geneviève Dermenjian, Antijudaïsme et antisémitisme en Algérie coloniale. Presses universitaires de Provence, 2018. Lire en ligne
- Jean Jolly, Dictionnaire des Parlementaires français de 1889 à 1940, tome VII